# Guido Carrillo
Guido Marcelo Carrillo (* 25. Mai 1991 in Magdalena, Buenos Aires) ist ein argentinischer Fußballspieler, der seit Ende August 2022 beim chinesischen Erstligisten Henan Songshan Longmen unter Vertrag steht.

## Karriere
Carrillo kam 2011 aus der eigenen Jugendakademie in die erste Mannschaft der Estudiantes de La Plata. Er debütierte am 2. Juni 2011 beim 3:0-Auswärtssieg gegen den Club Atlético Huracán in der ersten argentinischen Spielklasse. Sein erstes Pflichtspieltor für die Pincharratas erzielte er am 25. Februar 2012 beim 2:0-Heimsieg gegen den CA Independiente. Bei der Copa Libertadores 2015 zog Carrillo das Interesse auf sich. Er erzielte in zehn Spielen sieben Tore, darunter einen Hattrick beim 3:0-Heimsieg gegen den ecuadorianischen Barcelona Sporting Club.
Am 3. Juli 2015 wechselte Carrillo zum französischen Erstligisten AS Monaco, wo er einen Fünfjahresvertrag unterzeichnete. Die Ablösesumme für den Stürmer belief sich auf 8,8 Millionen Euro. Sein erstes Tor für die Monegassen erzielte er beim 3:1-Auswärtssieg bei den Young Boys Bern in der 3. Qualifikationsrunde zur UEFA Champions League 2015/16. In der Liga traf er in 31 Einsätzen nur viermal. Erst in der folgenden Saison 2016/17 verbesserte sich seine Quote. In der Hinrunde erzielte er sieben Ligatore, wurde danach aber wegen Verletzungen ausgebremst und traf in der Rückrunde kein einziges Mal mehr. Für seinen Verein endete diese Spielzeit, mit dem Meistertitel und dem Halbfinaleinzug in der Champions League, sehr erfolgreich.
Am 25. Januar 2018 wechselte Carrillo in die englische Premier League, wo er beim FC Southampton einen 3½-Jahresvertrag unterschrieb. Als Ablösesumme wurden 22 Millionen Euro genannt. Seinen ersten Einsatz bestritt er am 27. Januar beim 1:0-Heimsieg im FA-Cup-Spiel gegen den FC Watford. In der Rückrunde kam er in zehn Spielen zum Einsatz, in denen ihm kein Torerfolg gelang.
Zur Saison 2018/19 wechselte er in einem Leihgeschäft in die erste spanische Spielklasse zum CD Leganés. Sein erstes Tor erzielte er am 1. September bei der 1:4-Auswärtspleite gegen Real Madrid. In 32 Ligaspielen erzielte er sechs Tore und kehrte nach Ablauf der Leihe wieder zu Southampton zurück.
Auch in der nächsten Saison 2019/20 wechselte er leihweise zum CD Leganés. Nach einer enttäuschenden Spielzeit, in der ihm in 24 Ligaeinsätzen nur ein Tor und zwei Vorlagen gelangen, kehrte er im Sommer 2020 nach Southampton zurück.
Am 5. Oktober 2020 endete für Guido Carrillo das Kapitel England vorerst, das Arbeitsverhältnis mit dem FC Southampton in gegenseitigem Einvernehmen das Arbeitsverhältnis aufgekündigt wurde. Bei den Saints erwarb sich Carrillo in seiner Zeit beim Verein den Ruf eines der teuersten Missverständnisse der Vereinsgeschichte, da er insgesamt nur zu sieben Einsätzen in der Premier League kam, in denen er ohne Torerfolg blieb. Noch am selben Tag schloss er sich dem spanischen Erstliga-Aufsteiger FC Elche an.

## Erfolge
AS Monaco
- Ligue 1: 2016/17